# 三十萬年老虎鉗
三十萬年老虎鉗（Mr. Loud Who Chance），台灣獨立樂團。

## 簡介
三十萬年老虎鉗在2010年正式成立，為5人編制的樂團，至今未更換過團員。由鄭植（主唱）、Alan（吉他手）、阿雷（吉他手）、晧宇（貝斯手）、子軒（鼓手）所組成。樂風屬於美式Hard Rock，2015年曾獲得《墾丁春浪音樂節》春浪大賞總冠軍。成員其中有四位皆為東吳大學學生。2017年12月便發行首張專輯《我不是超人》，專輯製作人為旺福樂團的主唱兼吉他手小民，而該專輯亦入圍《第29屆金曲獎最佳樂團獎（页面存档备份，存于）》。
2020年11月9日，由晧宇於社群專頁宣布樂團已於同年3月決定解散，並於12月6日在THE WALL舉行《Good Bye2020 Good Bye老虎鉗》告別演唱會，票券完售。 

### 樂團名字來源
主唱鄭植與吉他手阿雷為高中同班同學，也從高中開始一起玩團。進入大學後，主唱鄭植、貝斯手晧宇、鼓手子軒為東吳大學哲學系同班同學，並一起在社團玩團，遇見同為東吳大學日文系的吉他手Alan。2009年取團名時，剛好看到桌上有一支老虎鉗，練團室附近有某間整型外科醫院，遂借名發揮成「XXX 老虎鉗」，後來就轉成「三十萬年老虎鉗」。

## 音樂作品
| 專輯名稱       | 發行日期       | 唱片公司 | 曲目 |
| -------------- | -------------- | -------- | --- |
| 《我不是超人》 | 2017年12月29日 | 相知國際 | 1. 停下來 2. Here I Am 3. 帶我上車 4. Summer Time 5. 貓與流浪漢(流浪漢版) 6. 超人 7. 沙漠 8. 恐怖片 9. She's already mine 10. 這個時刻 11. 貓與流浪漢(貓版) |

## 演出經歷

### 音樂節
- 2014：Simple Life 簡單生活節 - 街聲舞台
- 2014：Wake Up 覺醒音樂祭
- 2015：墾丁「春天吶喊 2015」
- 2015：嘉義Wake Up音樂祭
- 2015：搖滾台中
- 2016：Megaport 大港開唱
- 2016：台北春浪音樂節
- 2016：中央解放音樂節
- 2016：武漢春浪音樂節
- 2017：搖滾台中
- 2017：臺灣樂團潮
- 2017：臺北周末音樂不斷電
- 2018：Megaport 大港開唱
- 2018：覺醒音樂祭 Wake Up Festival
- 2018：桃園鐵玫瑰音樂節
- 2018：松山文創園區 Little Summer 小暑[7]
- 2018：貢寮國際海洋音樂祭 - 跨國拚場世界台
- 2018：金音創作獎晉亞洲音樂大賞 Asia Rolling Music Festival 三創場
- 2018：TAKAO ROCK Festival
- 2018：Love Love Rock 愛愛搖滾帳篷音樂節
- 2018：Discovery 硬派祭
- 2019：台灣東海岸大地藝術節

### 特別活動
- 2014：超犀利趴5（未來趴）
- 2014：台北花博公園 StreetVoice Park Park Carnival 音樂節
- 2015：The Beatles,Tomorrow 披頭四展-美國棉 Love Beatles 演唱會最終場「推翻英倫」
- 2016：新竹1916園區音樂節
- 2016：貢寮國際海洋音樂祭十強
- 2016：美麗華百樂園群星跨年演唱會
- 2017：3hrs換氣飛行
- 2018：Tokyo Art City By NAKED in Taipei 光影東京！360夢幻視覺系特展
- 2018：2018 台北國際紋身藝術音樂祭
- 2018：第六屆「新光三越不插電音樂大賽」After Party
- 2018：「羅大佑與音樂瘋子的傳奇派對」開場嘉賓
- 2018：音樂BAND BAND BAND 4k演唱會節目嘉賓
- 2018：稻江文化音樂祭
- 2018：南投閃耀新年心-跨年晚會-南投縣立體育場
- 2018：搖滾臺中－The Final Countdown－2019臺中跨年音樂祭
- 2019：第七屆「新光三越不插電音樂大賽」演出嘉賓
- 2019：南投閃耀新年心跨年晚會
- 2019：GMA金曲國際音樂節

### The Next Big Thing大團誕生
- 2014：The Next Big Thing 大團誕生年度最終場-入選年度票選最佳四團
- 2014：The Next Big Thing 大團誕生(開發場9) @ Legacy Taipei
- 2015：The Next Big Thing 大團誕生年度十大新團

### 專場
- 2014：老虎前戲 Step 1：Unplugged
- 2015：老虎前戲 Step 2 : Vintage
- 2016：老虎前戲 Step 3 : Future of My History
- 2017：三十萬年老虎鉗 首張專輯《我不是超人》搶聽發表 台北場
- 2017：三十萬年老虎鉗 首張專輯《我不是超人》搶聽發表 高雄場
- 2018：首張專輯《我不是超人》感恩發片茶會
- 2018：《Bad Time Story》專場演唱會 三創生活園區Clapper Studio
- 2020：《Good Bye 2020 Good Bye 老虎鉗》告別演唱會

### 首張專輯《我不是超人》發片巡迴音樂會
- 2018 05/05：三十萬年老虎鉗首張專輯《我不是超人》發片巡迴－台南場 TCRT
- 2018 05/06：三十萬年老虎鉗首張專輯《我不是超人》發片巡迴－嘉義場 傲頭厝
- 2018 05/11：三十萬年老虎鉗首張專輯《我不是超人》發片巡迴－高雄場 草舍The Locals Inn
- 2018 05/12：三十萬年老虎鉗首張專輯《我不是超人》發片巡迴－恆春場 山羊飯館
- 2018 05/26：三十萬年老虎鉗首張專輯《我不是超人》發片巡迴－台東場 鐵花村
- 2018 05/27：三十萬年老虎鉗首張專輯《我不是超人》發片巡迴－宜蘭場 賣捌所
- 2018 06/01：三十萬年老虎鉗首張專輯《我不是超人》發片巡迴－台中場 洞穴The Cave

### 校園活動
- 2016：台大音樂節
- 2018：清交草地音樂祭4th
- 2018：長庚大學畢業夜走暨星光音樂會
- 2018：黎明技術學院49週年校慶
- 2018：台中教育大學 教亦已久校慶音樂祭
- 2018：建國中學 120屆校慶舞會
- 2018：輔仁大學 青韻獎
- 2018：桃園高中 歲末舞會
- 2018：內壢高中 聖誕舞會
- 2018：東海大學 東海四系聯合聖誕晚會
- 2019：師大附中 第五屆冬樂賞

## 獎項
- 2013：YAMAHA 第24屆樂團大賽 北區冠軍
- 2014：桃園好客海洋音樂祭決賽 魅力新星獎
- 2014：Wake Up 音樂祭 澄波大賞
- 2014：第2屆新光三越不插電音樂祭全國決賽 亞軍
- 2015：墾丁春浪大賞 總冠軍
- 2018：第29屆 金曲獎 入圍 最佳樂團獎《我不是超人》[8]
- 2018：第11屆 Freshmusic 音樂雜誌評（页面存档备份，存于） 獲得 最佳新團體

## 外部連結
- 三十萬年老虎鉗的Facebook專頁
- 三十萬年老虎鉗的Instagram帳戶
- 貝斯手晧宇（页面存档备份，存于）的Facebook專頁